# 雪が降るまえに
「雪が降るまえに」（ゆきがふるまえに）は、大黒摩季の22枚目のシングル。CDコードは、TOCT-22188。

## 概要
- 前作「虹ヲコエテ」で復帰後2枚目のシングル。
- TBS系ドラマ「こちら第三社会部」主題歌として起用された。
- 本作をもって、「DA・KA・RA」から続いてきた、葉山たけしのシングルA面の編曲は途切れてしまった。

## 逸話
大黒本人は、本作を「大コケシングル」と称した事がある。

その理由は、「(出身地の)北海道に住んでいた頃、雪が降ってしまうとたちまち積雪が増し、簡単に会いにいく事が困難になってしまう。だから、雪が降る前に会いに行こう!と言う気持ちを曲にしたが、実際に深い積雪になる地方自体が少なく、そのような経験をしていない人達が大多数だったため、北海道以外の方達には共感をあまり得なかった。」と、自身のラジオで述べていた。

## 収録曲
1. 雪が降るまえに
2. One Way & Two Hearts
3. LIFE IS ALIVE
4. 雪が降るまえに（Instrumental）

## 参加ミュージシャン
- 作詞・作曲：大黒摩季（#1〜#4）
- 編曲：葉山たけし（#1〜#4）

## タイアップ
- TBS系ドラマ「こちら第三社会部」主題歌

## 収録アルバム
雪の降るまえに
- O（アルバムバージョンを収録)
- GOLDEN☆BEST 大黒摩季
- Greatest Hits 1991-2016 〜All Singles +〜

One Way & Two Hearts
- アルバム未収録

LIFE IS ALIVE
- O